# Cerro Negro
Cerro Negro je vulkan u Nikaragvi visok 728 m, u blizini grada Leon. Nalazi se u planinskom lancu Cordillera Los Maribios.
Unatoč svojoj mladosti, Cerro Negro je bio jedan od najaktivnijih vulkana u Nikaragvi, sa svojim zadnjom erupcijom 1999. Od prvog izbijanja 13. travnja 1850. eruptirao je oko 23 puta.
Cerro Negro ima strme nizbrdice pokrivene lavinim pijeskom što čini jedinstvenim mjestom na svijetu na kojem se održava spuštanje daskom.

## Vanjske poveznice
- Penjanje na Cerro Negro  Arhivirana inačica izvorne stranice od 23. veljače 2021. (Wayback Machine) (engl.)

|  | Zajednički poslužitelj ima još gradiva o temi Cerro Negro |